# Гюнтер Рюдель
Гюнтер Рюдель (нім. Günther Rüdel; нар. 15 листопада 1883, Мец — пом. 22 квітня 1950, Мюнхен) — німецький воєначальник часів Третього Рейху, генерал-полковник Люфтваффе (1942).

## Біографія
5 липня 1902 року вступив в 3-й баварський польовий артилерійський полк. Закінчив артилерійсько-інженерну школу (1907) і Військово-технічну академію в Берліні (1912). З 24 червня 1912 року — співробітник прусської артилерійської випробувальної комісії. Учасник Першої світової війни; з 15 січня 1915 року — офіцер для особливих доручень у прусському Військовому міністерстві; в травні-жовтні 1915 року командував батареєю. Після демобілізації армії залишився служити в рейхсвері, з 1 жовтня 1919 року — радник Імперського військового міністерства. З жовтня 1922 року служив на різних штабних посадах в діючій армії. З 1 жовтня 1928 року — радник управління постачання Військового міністерства, з 1 лютого 1930 року — начальник 3-го навчального штабу, який таємно займався створенням німецької зенітної артилерії. З 1 жовтня 1931 року — начальник навчального штабу зенітної артилерії. З 1 жовтня 1935 року — інспектор зенітної артилерії і ППО Військового міністерства. 1 лютого 1938 року призначений начальником повітряної оборони країни (з підпорядкуванням йому Управління озброєнь і постачань) і генералом зенітних військ в ОКЛ. 1 лютого 1939 року переведений на почесну посаду президента Комісії люфтваффе. 12 січня 1940 року переведений на посаду шефа протиповітряної оборони та інспектора ППО в Імперському міністерстві авіації. З 1 липня 1941 року — одночасно генерал зенітних військ при головнокомандувачі люфтваффе. 31 серпня 1942 року втратив всі свої пости і був зарахований в резерв ОКЛ, 30 листопада звільнений у відставку.
Військова кар'єра
- 5 липня 1902 — фенріх
- березень 1904 — лейтенант
- березень  1912 — оберлейтенант
- 9 серпня 1915 — гауптман
- 1 грудня 1923 — майор
- 1 лютого 1929 — оберстлейтенант
- 1 грудня 1931 — оберст
- 1 жовтня 1934 — генерал-майор
- 1 квітня 1936 — генерал-лейтенант
- 1 жовтня 1937 — генерал зенітних військ
- 1 листопада 1942 — генерал-полковник